# Laemophloeus weisei
Laemophloeus weisei är en skalbaggsart som beskrevs av Edmund Reitter 1879. Laemophloeus weisei ingår i släktet Laemophloeus och familjen ritsplattbaggar. Inga underarter finns listade i Catalogue of Life.